# Alfonso Harb
Alfonso Xavier Harb Viteri (Guayaquil, 20 de mayo de 1966) es un periodista deportivo y expolítico ecuatoriano. Más conocido como el Pocho Harb, fue diputado del antiguo Congreso Nacional del Ecuador y  presidente del Barcelona Sporting Club.  Actualmente dirige un programa de radio llamado "La Hora del Pocho" por Radio Atalaya. Harb fue diputado por la provincia del Guayas del antiguo Congreso Nacional en el período comprendido entre 2003 al 2007 por el Partido Social Cristiano. Harb fue Vicepresidente de la comisión de Defensa del consumidor del Congreso Nacional, miembro de la directiva del PSC, fundador y Líder del Movimiento META.
En el 2013 se postuló para la asambleísta por la lista 7, el PRIAN, con Álvaro Noboa. 
Se graduó de Abogado de los Juzgados y Tribunales de la República, cursó además cinco años de estudios de medicina. Profesión que ejerce a la par de su programa de radio. Es además empresario, siendo Presidente de la Compañía REMAFI S.A desde 1995, vinculada a áreas de la publicidad, producción de audiovisuales, de construcción y comercio en general.

## Biografía
Nació el 20 de mayo de 1966 en la ciudad de Guayaquil, Guayas. Hijo del Dr. Alfonso Harb Mereb, hijo de un inmigrante libanés y Moraima Viteri Guevara. Sus estudios primarios comenzaron en la escuela Moderna y la secundaria en el Colegio Javier, de los jesuitas.
En cuanto a sus estudios superiores, obtuvo el título de Abogado de los Tribunales de la República de la Universidad Católica Santiago de Guayaquil.  El también cursó además cinco años de estudios de medicina.

## Periodismo
Durante 18 años ejerció de manera ininterrumpida la actividad del periodismo: En el ámbito deportivo, donde más se desenvolvió fue comentarista deportivo de varios medios, en televisión lo hizo para Telecuatro, Teleamazonas, TC Televisión y Ecuavisa, Además de haber sido el director-fundador de Cabledeportes CD7. En Radio participó en Super K800 donde fue su Director, Bolívar, Guayaquil, Atalaya, Ondas del Pacífico y Sonorama. Columnista de Diarios Expreso, El Telégrafo y revista El Gráfico de Argentina. Director en Ecuador del portal mexicano Soccerbest. En el periodismo político fue jefe de información de Teleamazonas, Director del segmento de denuncias ciudadanas “No Puede Ser”  en el mismo canal, además fue productor ejecutivo de Noti 10 en TC Televisión. Desde hace algunos años es analista político en el programa “La Hora del Pocho” en Radio Atalaya.
Ha sido presidente de la comisión de Radios Deportivas de AER y miembro del Directorio y también fue Presidente del círculo de Periodistas Deportivos del Ecuador.

## Dirigente deportivo
Harb inició como dirigente deportivo el Barcelona Sporting Club, equipo de fútbol del cual él se considera hincha, con cargos menores en 2005 bajo la presidencia de Isidro Romero Carbo, y luego entre 2006 y 2007 bajo mando de Galo Roggiero, todo esto, mientras él aún se desempeñaba como diputado nacional. El 7 de junio del 2007 ocupó el cargo de presidente interino del club, mediante una junta de socios que resolvieron la salida de Roggiero del cargo, sin embargo, Harb duró solo un día.
En el 2009 volvió al club como presidente de la Comisión de Fútbol en la administración de Eduardo Maruri. Renunció siete meses después de ser posesionado por discrepancias con el gerente deportivo del club, Ángel Gómez. En noviembre de 2010 regresó al cargo por peticiones de Maruri.
Tras la crisis dirigencial de diciembre de 2010, Maruri renunció al cargo de presidente, luego asumió de forma interina el cargo Juan Carlos Estrada, sin embargo, luego este renunciaría también después de un día, al igual que otros miembros de la dirigencia.